# 1154 en santé et médecine
| Années de la santé et de la médecine : 1151 - 1152 - 1153 - 1154 - 1155 - 1156 - 1157    |
| Décennies de la santé et de la médecine : 1120 - 1130 - 1140 - 1150 - 1160 - 1170 - 1180 |

Cet article présente les faits marquants de l'année 1154 en santé et médecine.

## Fondations
- 8 avril : charte de donation aux chevaliers de Saint-Jean de Jérusalem de la terre de Benon par Garsion, seigneur de Lamarque, acte qui peut être  considéré comme fondateur de l'hôpital du lieu[1].
- À Damas, en Syrie, l'émir zengide Nur ad-Din ordonne la construction d'un hôpital qui sera « l'un des grands centres d'éducation médicale en Syrie » et qui restera en fonction jusqu'au XIXe siècle[2].
- Le roi Louis VII fait don de son domaine de Boigny, près d'Orléans, aux hospitaliers de Saint-Lazare pour qu'ils y installent une léproserie[3].
- Un hôpital « situé près de la Citerne » est mentionné à Figline Valdarno en Toscane[4].
- 1154-1156 : Guigues II, comte de Forez, fonde hors les murs de Montbrison un hôpital qu'il confie aux frères de Saint-Jean de Jérusalem[5].
- 1154-1159 : fondation de l'hôpital de Stagno, en Toscane, par Villano, archevêque de Pise[6].

## Publication
- Achèvement du Codex Guta-Sintram, homéliaire compilé et enluminé par Guta, chanoinesse à Schwartzenthann, et Sintram, chanoine à Marbach, et qui comprend des préceptes de diététique et d'hygiène qui en font « le premier traité de pharmacie et de médecine connu en Alsace[7] ».

## Personnalité
- 1154-1174 : fl. Manassès de Villamauri, chirurgien et archidiacre, cité dans des chartes d'Henri de Carinthie et de Matthieu, évêques de Troyes[8].